# Charles Hay, 14. Marquess of Tweeddale
Charles David Montagu Hay, 14. Marquess of Tweeddale (* 6. August 1947) ist ein britischer Peer.
Hay entstammt dem Clan Hay und ist der zweite Sohn des David Hay, 12. Marquess of Tweeddale, aus dessen erster Ehe mit Hon. Sonia Mary Peake, Tochter des Osbert Peake, 1. Viscount Ingleby. Er ist der jüngere Zwillingsbruder des Edward Hay, 13. Marquess of Tweeddale. Als jüngerer Sohn eines Marquess führte er seit Geburt die Höflichkeitsanrede Lord Charles Hay.
Er besuchte die Milton Abbey School in Dorset und studierte am Trinity College der Universität Oxford. Er wohnt in Edinburgh.
Als sein Zwillingsbruder 2005 starb, erbte er dessen Adelstitel als 14. Marquess of Tweeddale, 15. Earl of Tweeddale, 14. Earl of Gifford, 14. Viscount of Walden, 22. Lord Hay of Yester und 5. Baron Tweeddale.
Da Lord Hay bislang unverheiratet und kinderlos ist, ist sein in Australien lebender nächstjüngerer Bruder Lord Alistair Hay (* 1955) voraussichtlicher Erbe (Heir presumptive) seiner Adelstitel.